# Частная надпечатка

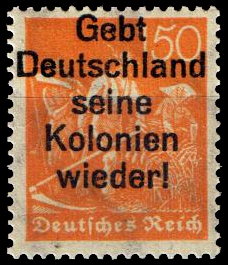
Частная пропагандистская надпечатка на марке Германии (1921, 150 пфеннигов), призывающая к возврату утраченных колоний(Sc #148)

Ча́стная надпеча́тка — надпечатка рисунка, текста или их сочетания, которая обычно наносится резиновым штампом, хотя иногда возможно применение другого способа, на почтовую марку (реже — на цельную вещь) физическим или юридическим лицом, не являющимся государственной или иной официальной организацией, отвечающей за выпуск почтовых марок. Следует отличать марки и цельные вещи с частными надпечатками от попыток подделки официальных надпечаток, а также частные надпечатки от частных гашений.

## Применение

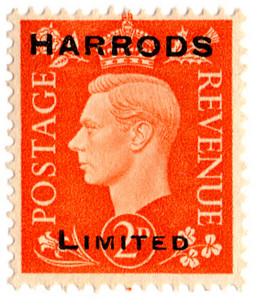
Коммерческая надпечатка компании Harrods Limited на английской 2-пенсовой марке 1938 года

Частные надпечатки применялись по ряду причин. В принципе, их нельзя использовать в качестве контрольных меток, поскольку их нанесение делало марку непригодной для оплаты почтового сбора (несмотря на то, что некоторые недействительные марки успешно прошли почту, возможно по недосмотру почтовых служащих). Однако, хотя в Великобритании марки с частными надпечатками, как правило, служили подтверждением налоговых платежей, в 1859 году имел место уникальный случай, когда по просьбе дискуссионного общества «Оксфордский союз» (англ. Oxford Union Society) было разрешено наносить частную надпечатку на лицевую сторону почтовых марок. Этот случай не следует путать с более-менее часто встречающимся нанесением частных надпечаток на обратную сторону почтовых марок в качестве контрольных меток.
В Великобритании, Ирландии и Новой Зеландии марки с частными надпечатками в основном использовались для уплаты акциза и наклеивались на товарные чеки, при этом в Великобритании после отмены акцизного налога в 1971 году многие компании использовали остатки марок с частными надпечатками для оплаты пересылки корреспонденции. В Великобритании частные надпечатки встречаются как на гербовых, так и на почтовых марках, и известно огромное число различных разновидностей в период с 1880-х до 1970-х годов.
Среди других стран, где применялись частные коммерческие надпечатки — Канада, Цейлон, Индия, Кения и Уганда, Новый Южный Уэльс, Новая Зеландия, ЮАР, Испания, Стрэйтс-Сеттльментс и Виктория.
Частные надпечатки также используются для выражения политических взглядов либо для создания объектов коллекционирования в память о каких-либо событиях (когда невозможно использование марок с надпечатками). К примеру, сторонники Германии в Судетах делали частные надпечатки с изображением свастики на марках Чехословакии перед аннексией этого региона. В Италии после свержения Муссолини и созданной им Итальянской социальной республики сторонниками фашизма на марках с изображением короля ставились частные надпечатки изображения фасций (фашистского символа).

## Частные надпечатки в США
Частные надпечатки также использовались и в США, несмотря на то, что в Руководстве по внутренним почтовым отправлениям (Domestic Mail Manual) указано, что почтовые марки «с надпечаткой неразрешённого рисунка, текста или других знаков» не пригодны для оплаты почтового сбора. Известна частная надпечатка на коммеморативной марке Флориды. Также во времена войны во Вьетнаме, одна женщина ставила частные надпечатки на марках отправляемых ею писем с лозунгом «Pray for War» (Молитесь о войне), прежде чем почтовое ведомство заставило её отказаться от надпечатывания марок. Также в США есть ряд примеров, когда на почтовых карточках ставилась частная надпечатка новой цены вскоре после изменения почтовых тарифов, включая разрешение почтовым ведомством надпечатывания нового тарифа с помощью франкировальной машины Pitney-Bowes Tickometer на почтовых карточках, принадлежащих компании General Electric, когда в августе 1958 года тариф за пересылку почтовых карточек был увеличен до 3 центов. Почтовая служба США также разрешила надпечатку на рулонных марках номиналом в 10 центов «Тягач с прицепом» и номиналом в 5 центов «Перевозки на каноэ».